# دودلي س. شارب
دودلي س. شارب (بالإنجليزية: Dudley C. Sharp)‏ هو ضابط أمريكي، ولد في 16 مارس 1905 في هيوستن في الولايات المتحدة، وتوفي بنفس المكان في 17 مايو 1987.